# Международный турнир по вольной борьбе на приз Владимира Семёнова
Турнир по вольной борьбе на приз Владимира Семёнова впервые был проведён в 2000 году в России в городе Нефтеюганске Ханты-Мансийского автономного округа. В 2008 году турнир получил статус международного. Начиная с 2012 года турнир проводится в Пойковском. Соревнования проводятся в 9 весовых категориях.

## Гости
Гостями турнира становилось много известных людей:
- депутат Государственной Думы, член Высшего совета партии Единая Россия, трехкратный победитель Олимпийских игр девятикратный чемпион мира, многократный чемпион Европы, обладатель «Золотого пояса» (рус.), Герой Российской Федерации Александр Карелин;
- олимпийский чемпион, четырёхкратный чемпион мира, чемпион СССР Александр Иваницкий;
- президент Федерации спортивной борьбы России (рус.), олимпийский чемпион Михаил Мамиашвили;
- государственный тренер сборной России по вольной борьбе Эрик Агаев;
- старший тренер команды сборной России по вольной борьбе Давид Мусудьбес;
- серебряный призёр Олимпийских игрчемпион мира, двукратный чемпион Европы и многократный — СССР Геннадий Страхов;
- серебряный призёр Олимпийских игр чемпион Европы Иван Григорьев;
- 4-кратный чемпион мира Сергей Корнилаев;
- депутат Государственной Думы, двукратный чемпион Олимпийских игр, неоднократный чемпион мира и Европы Арсен Фадзаев;
- вице-президент Российского союза спортсменов Геннадий Сергаков;
- президент Федерации вольной борьбы Республики Чувашия Павел Семёнов.

Олимпийский чемпион, старший тренер российской сборной Хаджимурат Магомедов во время проведения турнира проводит мастер-классы для юных спортсменов.

## Участники
За годы проведения участником турнира становились представители следующих стран:

| - Азербайджан - Армения - Беларусь - Канада - Германия - Грузия - Испания - Эстония - Иран - Молдова - Израиль | - Казахстан - Латвия - Монголия - Польша - Россия - Словакия - Таджикистан - Тунис - Украина - США |

## Призёры и победители X турнира
| Категории | Золото             | Серебро         | Бронза                |
| --------- | ------------------ | --------------- | --------------------- |
| до 50 кг  | Батырбек Алиев     | Арыйан Тютрин   | Рустам Караханов      |
| до 50 кг  | Батырбек Алиев     | Арыйан Тютрин   | Магамед Магомедалиев  |
| до 55 кг  | Рустам Муртазалиев | Азамат Ходов    | Виктор Рассадин       |
| до 55 кг  | Рустам Муртазалиев | Азамат Ходов    | Гаджимурад Абакаров   |
| до 60 кг  | Адам Исрапилов     | Сослан Азиев    | Станислав Реуцкий     |
| до 60 кг  | Адам Исрапилов     | Сослан Азиев    | Анвар Кинчуев         |
| до 66 кг  | Надирбег Хизриев   | Руслан Плиев    | Хайбула Шаалов        |
| до 66 кг  | Надирбег Хизриев   | Руслан Плиев    | Исраил Касумов        |
| до 74 кг  | Руслан Валиев      | Расул Расулов   | Евгений Лапшов        |
| до 74 кг  | Руслан Валиев      | Расул Расулов   | Якуб Шихджамалов      |
| до 84 кг  | Андрей Валиев      | Раджап Закаряев | Георгий Дудаев        |
| до 84 кг  | Андрей Валиев      | Раджап Закаряев | Даурен Куруглиев      |
| до 96 кг  | Георгий Гогаев     | Гаджи Алиджанов | Дато Керашвили        |
| до 96 кг  | Георгий Гогаев     | Гаджи Алиджанов | Хан-Паша Абдулрашидов |
| до 100 кг | Ислам Хуцаев       | Андрей Шишин    | Сергей Захаров        |
| до 100 кг | Ислам Хуцаев       | Андрей Шишин    | Захар Калядин         |
| до 120 кг | Барсаг Кесаев      | Асхат Кусепов   | Дзамболат Кортяев     |
| до 120 кг | Барсаг Кесаев      | Асхат Кусепов   | Гиоргий Квиртчишвили  |

## Призёры и победители XI турнира
| Категории | Золото                   | Серебро                      | Бронза                                                 |
| --------- | ------------------------ | ---------------------------- | ------------------------------------------------------ |
| До 57 кг  | Роман Алиев Азербайджан  | Базар Жалсапов Россия        | Сулейман Гусейнов Россия Челди Матлочи Тунис           |
| До 61 кг  | Юлиан Гергенов Россия    | Шамиль Гусейнов Белоруссия   | Барсегян Гор Армения Тимур Айтикулов Казахстан         |
| До 65 кг  | Хайбула Шаалов Россия    | Хаджимурад Нурудинов Россия  | Рамиль Атаулин Россия Алан Гогаев Россия               |
| До 70 кг  | Исраил Касумов Россия    | Магомед-Мурад Гаджиев Россия | Магомед Хизриев Россия Магомедсаид Магомедханов Россия |
| До 74 кг  | Заур Макиев Россия       | Пауэр Спер Канада            | Ансор Мавлоназаров Россия Евгений Лапшин Россия        |
| До 86 кг  | Даурен Куруглиев Россия  | Радик Нартикоев Россия       | Себастян Езезански Польши Ахмед Магомедов Россия       |
| До 97 кг  | Владислав Байцаев Россия | Юрий Белоновский Россия      | Георгий Дзукаев Южная Осетия Магомед Ибрагимов Россия  |
| До 125 кг | Алан Хугаев Россия       | Арсланбек Алиев Россия       | Данил Картавый Украина Эдуард Базров Южная Осетия      |

## Призёры и победители XII турнира
| Категории | Золото                  | Серебро                     | Бронза                                           |
| --------- | ----------------------- | --------------------------- | ------------------------------------------------ |
| До 57 кг  | Абдулла Ахмедов Россия  | Александр Рассадин Россия   | Магомедхабиб Саидов Россия Арыйаан Тютрин Россия |
| До 61 кг  | Муршид Муталимов Россия | Шамиль Омаров Россия        | Виктор Рассадин Россия Сослан Кошты Россия       |
| До 65 кг  | Эльбрус Болотаев Россия | Азаматби Пшнатлов Россия    | Эльбрус Черткоев Россия Иван Филиппов Россия     |
| До 70 кг  | Ахсарбек Гулаев Россия  | Ильдус Гиниятуллин Россия   | Алмаз Амалбек Казахстан Амир Беруков Россия      |
| До 74 кг  | Евгений Лапшов Россия   | Евгений Недеалко Молдова    | Заур Макиев Россия Ацамаз Санакоев Россия        |
| До 86 кг  | Ахмед Магомедов Россия  | Радик Нартикоев Россия      | Игорь Саркисян Россия Борис Макоев Россия        |
| До 97 кг  | Батразз Газзаев Россия  | Игорь Овсянников Россия     | Гурам Черткоев Россия Георгий Дзукаев Россия     |
| До 125 кг | Алан Хугаев Россия      | Мухамагази Магомедов Россия | Ренат Качмазов Россия Тигран Захарян Украина     |